# Израиль на «Евровидении-2015»
Израиль принял участие в конкурсе песни «Евровидение 2015» в Вене, Австрия. Исполнитель Надав Гедж, выбранный путём внутреннего отбора, на конкурсе представил песню «Golden Boy» («Золотой мальчик»).

## Предыстория
С 1973 по 2015 года Израиль принимал участие в конкурсе песни Евровидение 37 раз, выиграв при этом трижды: в 1978 с песней «A-Ba-Ni-Bi» в исполнении Изхара Коэна и группы «Alphabeta», 1979 с песней «Hallelujah» в исполнении группы «Milk and Honey» и 1998 году с песней «Diva» Даны Интернэшнл. С момента введения в 2004 году на конкурсе полуфиналов, представители Израиля квалифицировались в финал пять раз, в том числе дважды попадали в итоговую десятку. С 2011 по 2014 Израиль не мог преодолеть отбор.

## Выбор участника
В сентябре 2015 года Израильское управление телерадиовещания (IBA) в сотрудничестве с радио 88FM представили список потенциальных артистов для поездки на предстоящий конкурс Евровидение, среди которых значились Марина Максимилиан Блюмин, Эстер Рада и Асаф Авидан. Однако вскоре после опубликования этого списка Блюмин отказалась представлять Израиль на конкурсе. В октябре 2014 года СМИ сообщили о том, что IBA при сотрудничестве с коммерческой вещательной компанией Keshet выберет участника конкурса в ходе песенного конкурса «HaKokhav HaBa» («Будущая звезда»).
В финале конкурса, прошедшем 17 февраля 2015 года, победу одержал Надав Гедж, тем самым получив право выступления на Евровидении 2015.

## Евровидение 2015

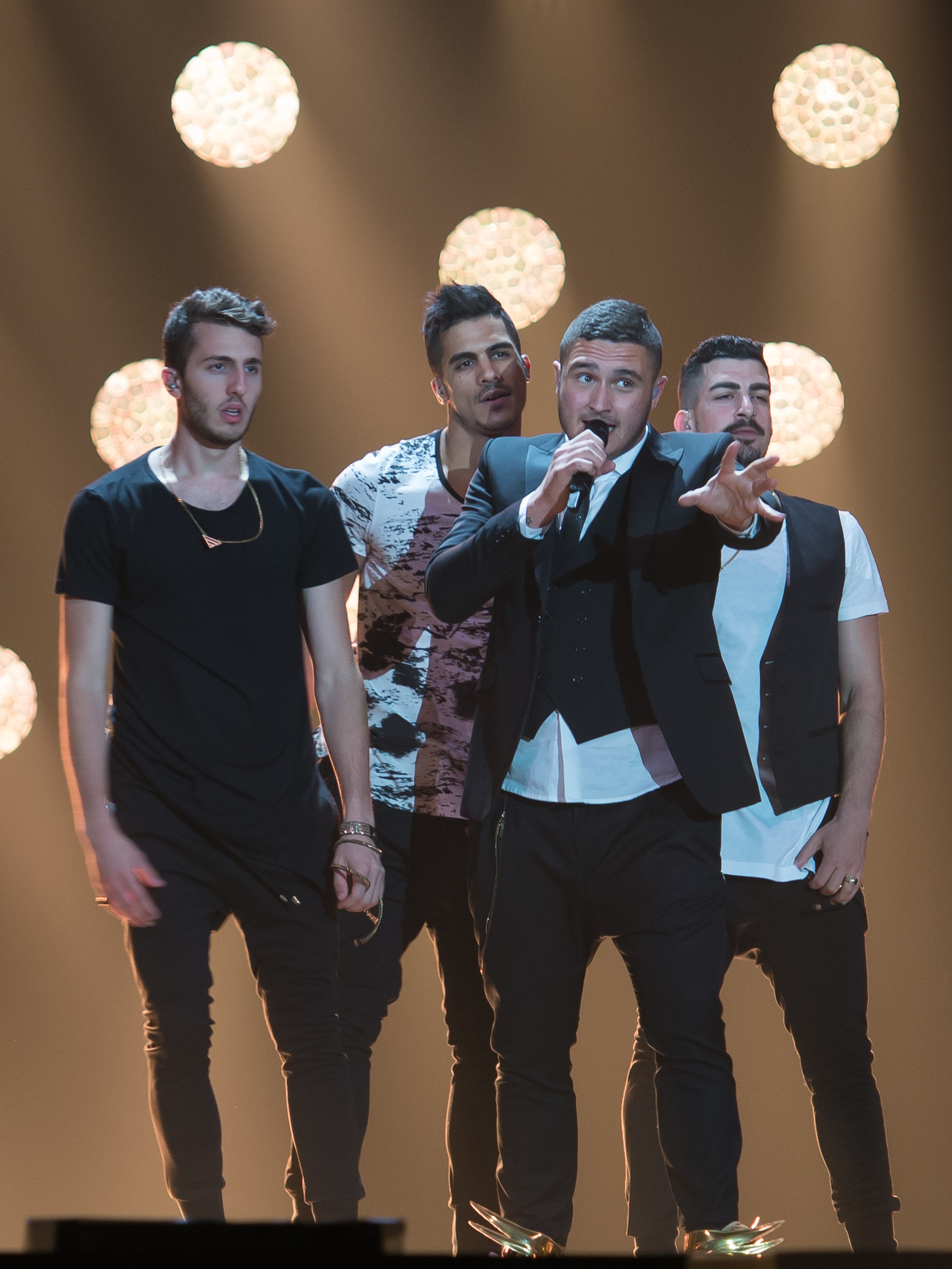
Надав Гедж на конкурсе песни Евровидение 2015

### Полуфинал
Для всех стран-участниц, за исключением «большой пятёрки» (Великобритания, Франция, Германия, Италия, Испания), принимающей стороны (Австрия) и приглашённой для участия вне конкурса Австралии для попадания в финал конкурса необходимо было участие в одном из полуфиналов. Представитель Израиля путём жеребьёвки оказался во втором полуфинале, который прошёл 21 мая 2015 года, и выступил под номером 9 (из 17 участников). По результатам голосования зрителей и жюри Надав Гедж попал в число финалистов конкурса.
| Баллы, полученные Израилем (2 полуфинал) | Баллы, полученные Израилем (2 полуфинал)       | Баллы, полученные Израилем (2 полуфинал)                  | Баллы, полученные Израилем (2 полуфинал) | Баллы, полученные Израилем (2 полуфинал) |
| 12 баллов                                | 10 баллов                                      | 8 баллов                                                  | 7 баллов                                 | 6 баллов                                 |
| ---------------------------------------- | ---------------------------------------------- | --------------------------------------------------------- | ---------------------------------------- | ---------------------------------------- |
| - Италия - Великобритания                | - Кипр - Мальта - Польша - Португалия - Швеция | - Азербайджан - Германия - Исландия - Ирландия - Норвегия | - Австралия - Швейцария                  | - Сан-Марино                             |
| 5 баллов                                 | 4 балла                                        | 3 балла                                                   | 2 балла                                  | 1 балл                                   |
| - Словения                               | - Литва                                        | - Латвия - Черногория                                     | - Чехия                                  |                                          |

### Финал
В финале конкурса представитель Израиля выступал под номером 3 (из 27 участников). По результатам голосования телезрителей и жюри Надав Гедж, набрав в сумме 97 баллов, занял 9 место.
| Баллы, полученные Израилем (Финал)                                     | Баллы, полученные Израилем (Финал) | Баллы, полученные Израилем (Финал)   | Баллы, полученные Израилем (Финал)              | Баллы, полученные Израилем (Финал)    |
| 12 баллов                                                              | 10 баллов                          | 8 баллов                             | 7 баллов                                        | 6 баллов                              |
| ---------------------------------------------------------------------- | ---------------------------------- | ------------------------------------ | ----------------------------------------------- | ------------------------------------- |
|                                                                        |                                    | - Италия                             | - Азербайджан - Португалия                      | - Кипр - Сербия                       |
| 5 баллов                                                               | 4 балла                            | 3 балла                              | 2 балла                                         | 1 балл                                |
| - Албания - Германия - Исландия - Мальта - Нидерланды - Великобритания | - Норвегия - Польша - Швеция       | - Финляндия - Черногория - Швейцария | - Австралия - Австрия - Белоруссия - Сан-Марино | - Грузия - Латвия - Румыния - Испания |

### Голосование Израиля
| 12 баллов | Швеция      |
| 10 баллов | Мальта      |
| 8 баллов  | Чехия       |
| 7 баллов  | Черногория  |
| 6 баллов  | Словения    |
| 5 баллов  | Кипр        |
| 4 балла   | Литва       |
| 3 балла   | Азербайджан |
| 2 балла   | Латвия      |
| 1 балл    | Норвегия    |

| 12 баллов | Италия    |
| 10 баллов | Швеция    |
| 8 баллов  | Россия    |
| 7 баллов  | Австралия |
| 6 баллов  | Словения  |
| 5 баллов  | Румыния   |
| 4 балла   | Бельгия   |
| 3 балла   | Эстония   |
| 2 балла   | Сербия    |
| 1 балл    | Испания   |